# Pentecontera
La pentecòntera (o pentecòntero, oppure semplicemente pentecòntoro, dal gr. πεντηκόντερος) era un tipo di imbarcazione utilizzata nell'antichità, in particolare in Fenicia e nell'antica Grecia.

## Tipo e dimensioni
La pentecontera era una nave a propulsione mista essendo sospinta sia dalla vela che dalla voga e fu la prima imbarcazione adatta alle lunghe navigazioni. Il suo nome deriva proprio dai cinquanta vogatori disposti, venticinque per lato e in un unico ordine, sui due fianchi della nave. L'esemplare più famoso appartiene al mito: la nave Argo e i suoi (circa) cinquanta Argonauti.
In seguito il termine designò un'intera classe di navi, anche più potenti, sia a unico ordine (monere) sia a due (diere), dotate anche di più di 50 rematori.
Si trattava per lo più di una nave da guerra, a fondo piatto e dotata di un rostro per le manovre di speronamento. Le sue dimensioni sono stimate in circa 38 m di lunghezza e 5 m di larghezza.

## Usi

### Utilizzo mercantile
L'iniziale destinazione bellica non le impedì tuttavia di essere largamente utilizzata dai Focei della Ionia per percorrere rotte mercantili e coloniali. Ci informa infatti Erodoto che, proprio utilizzando pentecontere, anziché navi mercantili dallo scafo rotondo, i Focei furono i primi a compiere lunghi tragitti, aprendo rotte commerciali che si spinsero molto lontano, fin sull'Oceano Atlantico presso Tartesso. Furono poi protagoniste di una stagione coloniale che vide sorgere numerose colonie come Marsiglia, Alalia ed Elea.
Un uso simile ne fecero anche Fenici e Cartaginesi. Annone, nell'incipit del suo periplo, ci informa ad esempio che il suo tentativo di periplo dell'Africa, voluto dai cartaginesi a fini coloniali, si svolse con sessanta pentecontere, caricate di viveri e provviste e una folla di donne e uomini.
La necessità di utilizzare navi da guerra può essere spiegato con gli attriti che nascevano con questi traffici tra Greci, Fenici, Cartaginesi ed Etruschi, nel Mediterraneo occidentale e nell'Atlantico. I primi mercanti erano anche, sovente, pirati in mare e mercanti in porto, una nave a doppio scopo poteva risultare utile non solo per sfuggire, ma anche per colpire, comunque la capacità di carico della pentecontera non era paragonabile a quella dei mercantili specializzati, ed era adatta solo al trasporto di merci preziose e poco voluminose (metalli pregiati, tessuti, coloranti, spezie ecc.).
In ogni caso spetta alle pentecontere il merito di aver supportato le antiche colonizzazioni greche e fenicie nel mediterraneo. Infatti fu spesso utilizzata come naviglio per l'esplorazione e la fondazione di nuovi insediamenti. Per esempio da Thera partirono 2 pentecontere guidate da Aristotele Batto che, dopo varie peripezie (ben narrate da Erodoto) fondarono la colonia di Cirene. Si noti che per questa fondazione (che in seguito divenne una delle maggiori del mondo greco) partirono inizialmente solo gli equipaggi di due navi, probabilmente meno di 200 uomini in tutto (ed anzi forse solo 150), nei primi viaggi esplorativi e di colonizzazione i coloni erano in genere tutti maschi, spesso guerrieri, le mogli venivano prese, più o meno pacificamente, dalle popolazioni conquistate (e il matrimonio dinastico pacifico con i colonizzati era una delle possibilità migliori per pacificare i rapporti con gli indigeni).

### Utilizzo bellico
Le pentecontere furono per molti anni la spina dorsale della marina bellica greca. Si resero protagoniste di un importante scontro navale tra i profughi Focei stanziatisi ad Alalia e una coalizione di cartaginesi ed etruschi: fu la battaglia di Alalia ed ebbe come teatro il Mar Tirreno, tra la Corsica e la Sardegna.
Lo scontro navale si concluse con la vittoria dei Focei ma si rivelò subito dagli esiti incerti (Erodoto la definisce una vittoria cadmea). Essa segnò di fatto il primo momento di arresto dell'espansione coloniale e mercantile dei Greci nel mediterraneo occidentale, fino ad allora incontrastata.

### Capacità di carico
L'utilizzo promiscuo e le lunghe rotte percorse ci informano che la nave doveva essere dotata di notevoli capacità di carico (sebbene inferiori ad un mercantile puro). In effetti lo stesso Erodoto aggiunge che le pentecontere furono utilizzate per l'evacuazione di Focea, caricandole di tutti gli abitanti e i beni, con l'eccezione delle pitture e delle statue di bronzo. Dopo la battaglia di Alalia, furono protagoniste della successiva peregrinazione dei profughi focei che, stipati sulle venti navi superstiti, andranno a fondare Elea. Questo però avvenne in una fase tardiva, mentre probabilmente le prime pentecontere, o meglio i loro prototipi del IX e inizio VIII secolo a.c., non erano nemmeno pontate.

## Governo dell'imbarcazione

### Timone
Le pentecontere erano pilotate per mezzo di un timone costituito da due pale poste ai due lati della poppa, una caratteristica comune anche in epoca successiva. La larghezza delle pale, di poco superiore a quella di un remo, unita alla possibilità di combinarne l'azione ruotandole indipendentemente, conferiva allo strumento una notevolissima sensibilità, ben diversa da quella del timone attualmente utilizzato.  Permetteva agili andature sui tortuosi ed insidiosi percorsi della navigazione sottobordo e nelle delicate manovre di speronamento.
La sensibilità dello strumento finì per colpire anche l'immaginazione di filosofi. L'ignoto autore del celebre trattato sui Problemi meccanici, confluito nel corpus aristotelico, vi dedica una riflessione:
(Pseudo-Aristotele. Problemi meccanici, 851b, (6))
Luciano, si stupisce di come una nave frumentaria di grande stazza, potesse essere pilotata da un vecchio che ne azionava i due timoni impugnando due sbarre sottili.

### Andature a vela
La vela quadra era particolarmente adatta ai regimi portanti di poppa e di tre quarti.
Viene normalmente ripetuto, in maniera acritica, che queste andature fossero le uniche sostenibili con la vela quadra. Bisogna tuttavia considerare che i caratteristici imbrogli di cime permettevano sia di sollevare la vela, come una tenda veneziana, riducendo la velatura, sia, come visibile in certe raffigurazioni vascolari, di sagomare la vela in forme diverse a seconda dell'andatura da tenere.
Conferendole forma triangolare era così possibile tenere un'andatura di bolina che permettesse la doppiatura di un capo o l'approdo presso un riparo. La manovra è riferita, ad esempio, nella già citata opera del corpus aristotelico: 
Il motivo è che il timoniere non può andare con un forte vento contrario ma lo può fare quando invece è più leggero; per far questo ammainano la vela da una parte.

Così il vento spinge avanti ed essi pongono il remo del timone verso il vento, sia per contrastarlo sia per far leva sul mare. Nello stesso momento i marinai contrastano il vento sporgendosi verso di esso.»
(Pseudo-Aristotele. Problemi meccanici, 851b, (7))
Questo utilizzo flessibile anticipa quindi l'introduzione della cosiddetta vela latina e dà ragione delle lunghe navigazioni, anche oceaniche e in mare aperto, di cui si ha storicamente notizia nell'antichità.

## Il declino
Questa gloriosa imbarcazione cominciò il suo declino nel VI secolo a.C., quando l'introduzione di un terzo ordine di remi aprì la strada all'evoluzione della trireme (o triera) che gradualmente la sostituì nel suo ruolo di dominatrice delle flotte antiche. Le pentecontere erano ancora utilizzate nelle guerre persiane, da entrambi gli schieramenti. Nella battaglia di Salamina, ad esempio, giocarono un ruolo del tutto marginale.